# Elefanten-Apotheke (Steinfurt)

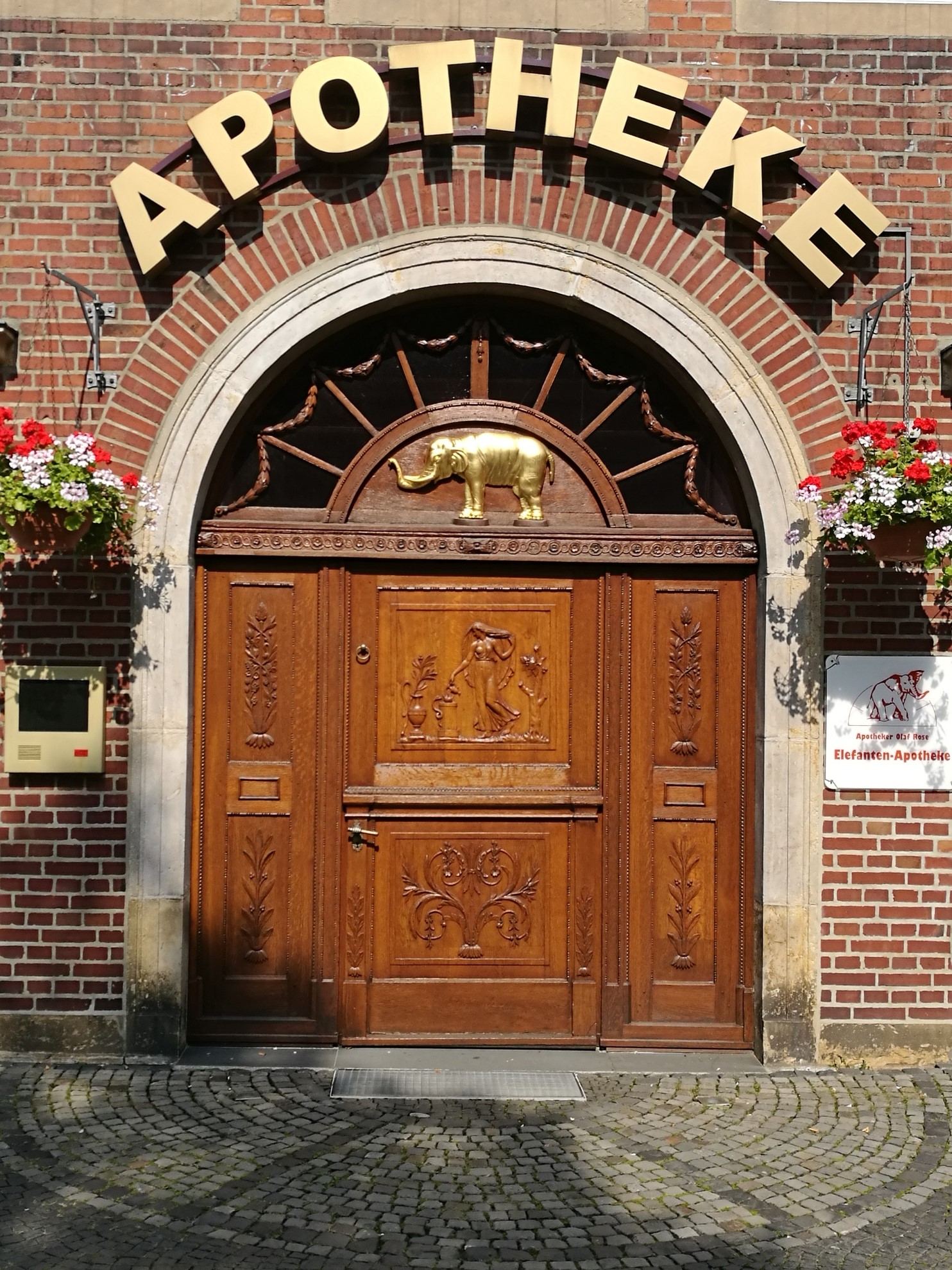
Historische Tür der Elefanten-Apotheke

Die Elefanten-Apotheke ist ein seit 1575 bestehendes Unternehmen in Steinfurt.

## Geschichte
Das Bürgerbuch der Stadt Steinfurt erwähnt am 17. Januar 1575 die Einbürgerung eines Meisters Jorgen Pepper. Dieser gründete im Haus und auf Empfehlung des gräflichen Leibarztes Arnold Holtermann 1575 eine Apotheke. Ausschlaggebend war vermutlich unter anderem die Existenz der Hohen Schule in Steinfurt, deren Studenten oft schlagenden Verbindungen angehörten. Heinrich Holtermann, ein Sohn des Arztes und mehrfach Bürgermeister von Steinfurt, wurde in der Apotheke ausgebildet und übernahm sie später. Er starb 1635 an der Pest, woraufhin sie von seinem Sohn Arnold Holtermann übernommen wurde. Danach folgten zahlreiche Besitzerwechsel und Probleme durch ein Konkurrenzunternehmen, das seit 1608 bestand. 1714 wurde die Apotheke vom Inhaber Johann Heinrich Dankelmann in „Einhorn-Apotheke“ umbenannt. 
In der zweiten Hälfte des 18. Jahrhunderts erlebte sie einen Aufschwung. Der Inhaber Conrad Gempt (Apothekenleitung ab 1757, verstorben 1800) wurde Hofapotheker und benannte anlässlich der Hochzeit des Grafen Ludwig mit Herzogin Juliane von Schleswig-Holstein-Glücksburg seine „Gemptsche Apotheke“ in „Apotheke zum Elephanten“ um, denn Graf Ludwig wurde mit seiner Hochzeit auch Ritter des dänischen Elefanten-Ordens. Conrad Gempts Sohn Johann Heinrich Gempt, der die Apotheke später führte, machte sich unter anderem um die Pockenschutzimpfung verdient. In der nächsten Generation verkaufte Johann Heinrich Gempt jun. 1852 die Apotheke an den Apotheker Gottlieb Schröter, der 1867 verstarb. Seine Witwe ließ die Apotheke bis 1886 von zahllosen Apothekern verwalten, bis ihr Sohn August Schröter dann seine Ausbildung beendete und die Apotheke fortführte. Dieser verkaufte die Apotheke 1904 an den Apotheker Karl Laureck, der sie in der ersten Hälfte des 20. Jahrhunderts mehrfach umbaute und in ein florierendes Unternehmen verwandelte. 
Am 22. März 1945 brannte die Elefanten-Apotheke nach dem Einschlag einer Phosphorbombe aus. Dem 74-jährigen Karl Laureck gelang es jedoch noch, die historische Apothekentür und historische Standgefäße zu retten. Ein Wiederaufbau war zunächst nicht möglich, da ihm die Beschaffung der benötigten Baustoffe nicht genehmigt wurde und eine Nachzahlung an das Finanzamt ihm wenig Spielraum ließ. Laureck betrieb bis zu seinem Tod 1947 eine Notapotheke in den Räumlichkeiten einer ehemaligen Gaststätte an der Wasserstraße in Steinfurt-Burgsteinfurt, um nach dem Zweiten Weltkrieg die Versorgung mit Medikamenten in Steinfurt sicherzustellen. Er verstarb 1947. Seine Tochter Hildegard Rose (geb. Laureck) und sein Schwiegersohn Paul Gustav Rose bauten ab 1948 die Elefanten-Apotheke mit dem alten Tor an alter Stelle wieder auf, zunächst eingeschossig; deren Sohn Walter Rose wiederum gestaltete das Haus ab 1972 mehrfach um und ergänzte die Apotheke durch ein Ärztehaus.
1996 wurde die historische Apothekentür restauriert und als Restauration des Jahres ausgezeichnet. Der denkmalgeschützte Apothekenspeicher wurde 2007 renoviert und mit einem Anbau versehen. 
Mittlerweile führt Walter Roses Sohn Olaf die Elefanten-Apotheke. Er baute ein Sterillabor zur Versorgung von Mukoviszidose-Patienten mit Infusionspumpen und -lösungen auf und ließ die Elefanten-Apotheke in den Jahren 1999/2000 erweitern und modernisieren. Eine zeitweise enge Kooperation mit der deutschen Parkinson Vereinigung führte zu einem besonderen Schwerpunkt. Olaf Rose ist seit seinem Studium zum Doctor of Pharmacy in den USA in Fachkreisen für sein Engagement beim Medikationsmanagement bekannt. Seit 2011 koordiniert er die monatlich erscheinende Serie zum Medikationsmanagement in der Deutschen Apotheker Zeitung und gibt dort seit 2014 gibt dort die Serie Pharmakotherapie heraus. Er ist zusammen mit Kristina Friedland Herausgeber des Lehrbuches angewandte Pharmakotherapie. 2016 veröffentlichte er die Ergebnisse einer großen und von der EU und dem Land NRW geförderten Studie zum Medikationsmanagement. Er ist Clinical Assistent Professor im College of Pharmacy und wurde 2015 als unabhängiger Wissenschaftler in das Pharmaceutical Care Network Europe aufgenommen.

## Weblink
- Website der Elefanten-Apotheke